# Pretty Little Liars (6.ª temporada)
A sexta temporada de Pretty Little Liars, baseada nos livros de mesmo nome criados por Sara Shepard, estreou em 2 de junho de 2015 nos Estados Unidos, transmitida através do canal de televisão pago ABC Family, e terminou 15 de março de 2016. Em 10 de junho de 2014, a ABC Family renovou a série para uma sexta e sétima temporada, composta por 20 episódios cada, se tornando a maior série do canal. As filmagens da sexta temporada começaram em 24 de Março de 2015.
A segunda parte da temporada conta com uma nova abertura, dessa vez incluindo Sasha Pieterse. E diferente das demais temporadas, esta não conta nem com um episódio especial de Halloween e nem de Natal na metade da temporada.
No Brasil, os episódios estrearam na versão dublada em 2 de dezembro de 2016, através da plataforma de streaming Netflix.
A sexta temporada recebeu críticas positivas de vários críticos e teve em média 1.72 milhões de telespectadores por episódio, e atingiu um rating de 0.8. A estreia foi assistida por 2.38 milhões de telespectadores, enquanto o final foi visto por 1.19 milhões de telespectadores.

## Sinopse
Continua imediatamente após o final da quinta temporada, com Aria, Emily, Hanna, Spencer e Mona presas do lado de fora da "casa de bonecas" – onde seu atormentador, Charles, tem mantido elas – sem ter para onde correr. Irritado com a tentativa de fuga, os jogos de Charles tomam um rumo mais louco e mais sombrio. Como as meninas lutam para sobreviver, Ezra, Caleb e Toby continuam a luta para encontrar as meninas com ou sem a ajuda da polícia de Rosewood. A história de Charles começa a se encaixar, e as mentirosas, eventualmente, resolvem o enigma e desmascaram Charles, finalmente, colocando um fim ao jogo de "A", e todas as perguntas – Quem matou a mãe de Toby? Quem acertou Alison na cabeça com a pedra na noite em que desapareceu? Quem é Casaco Vermelho? Quem matou Bethany? Quem é a Viúva Negra? Por que "A" vem atormentando as meninas todo esse tempo? – são respondidas. Mas isso não é o fim do mistério! A segunda metade da temporada salta cinco anos adiante com novos segredos, novas mentiras e um visual totalmente novo.
Cada um das meninas têm prosseguido com seus próprios caminhos e começaram a se ajustar a uma vida sem "A", quando algo acontece em Rosewood que as obriga a voltar para onde tudo começou. Divididas entre seus velhos hábitos e as suas novas vidas, os eventos em Rosewood obrigam as mentirosas à unir forças, mais uma vez, como as relações são postas à prova e segredos são revelados. Tendo amadurecido ao longo dos últimos anos, estas não são as mesmas meninas que saíram de Rosewood. À medida que novas mentiras surgem - como elas vão seguir em frente sem voltar atrás?

## Elenco e personagens
| - Troian Bellisario como Spencer Hastings (20 episódios) - Ashley Benson como Hanna Marin (20 episódios) - Tyler Blackburn como Caleb Rivers (16 episódios) - Lucy Hale como Aria Montgomery (20 episódios) - Ian Harding como Ezra Fitz (15 episódios) - Laura Leighton como Ashley Marin (10 episódios) - Shay Mitchell como Emily Fields (20 episódios) - Janel Parrish como Mona Vanderwaal (11 episódios) - Sasha Pieterse como Alison DiLaurentis (17 episódios) - Holly Marie Combs como Ella Montgomery (6 episódios) - Chad Lowe como Byron Montgomery (5 episódios) | - Dre Davis como Sara Harvey (15 episódios) - Travis Winfrey como Lorenzo Calderon (10 episódios) - Keegan Allen como Toby Cavanaugh (9 episódios) - Jim Abele como Kenneth DiLaurentis (8 episódios) - Lesley Fera como Veronica Hastings (8 episódios) - Nia Peeples como Pam Fields (7 episódios) - Huw Collins como Elliott Rollins/Archer Dunhill (6 episódios) - Titus Makin, Jr. como Clark Wilkins (5 episódios) - Drew Van Acker como Jason DiLaurentis (5 episódios) - Andrea Parker como Jessica DiLaurentis e Mary Drake (5 episódios) - Roberto Aguire como Liam Greene (5 episódios) | - Roma Maffia como Linda Tanner (4 episódios) - Lulu Brud como Sabrina (4 episódios) - David Coussins como Jordan Hobart (4 episódios) - Rebecca Breeds como Nicole Gordon (3 episódios) - Kara Royster como Yvonne Phillips (3 episódios) - Vanessa Ray como CeCe Drake / Charlotte Drake DiLaurentis (3 episódios) - Torrey DeVitto como Melissa Hastings (2 episódios) - Brendan Robinson como Lucas Gottesman (2 episódios) - Nolan North como Peter Hastings (2 episódios) - Bryce Johnson como Darren Wilden (2 episódios) - Brandon Firla como Gil (2 episódios) - Blake Berris como Damian Hayes (2 episódios) - Klea Scott como Jillian Howe (2 episódios) - Brandon Jones como Andrew Campbell (2 episódios) - Nathaniel Buzolic como Dean Stavros (2 episódios) - Caleb Lane como Rhys Matthews (2 episódios) - Jim Titus como Barry Maple (2 episódios) - Annabeth Gish como Anne Sullivan (1 episódio) - Cody Christian como Mike Montgomery (1 episódio) - Elizabeth McLaughlin como Lesli Stone (1 episódio) - Skyler Day como Claire (1 episódio) - Karla Droege como Marion Cavanaugh (1 episódio) - Jessica Belkin como Bethany Young (1 episódio) - Maddie Ziegler como Dançarina Assustadora (1 episódio) |

## Episódios
| No. na série | No. | Título                                                      | Diretor(es)         | Escritor(es)                                                                   | Exibição (US — BR)                            | Audiência (em milhões) |
| --- | --- | ----------------------------------------------------------- | ------------------- | ------------------------------------------------------------------------------ | --------------------------------------------- | ---------------------- |
| 121 | 1   | "Game On, Charles" "Começou, Charles"                       | Chad Lowe           | História por : I. Marlene King Roteiro por : I. Marlene King & Lijah J. Barasz | 2 de junho de 2015 2 de dezembro de 2016      | 2.38                   |
| Momentos após onde o final da quinta temporada parou, Aria, Emily, Hanna, Spencer e Mona estão presas do lado de fora da casa de bonecas de Charles sem terem para onde correr e agora devem lidar com um bravo atormentador. Justamente quando as garotas acham que Charles não poderia ficar pior, seus jogos tomam um rumo mais louco e mais sombrio. Como as meninas lutam para sobreviver, o enigma da história de Charles começa a se encaixar. Enquanto isso, Ezra, Caleb e Toby continuam a luta para encontrar as meninas com ou sem a ajuda da polícia de Rosewood. |     |                                                             |                     |                                                                                |                                               |                        |
| 122 | 2   | "Songs of Innocence" "Canções da Inocência"                 | Norman Buckley      | Joseph Dougherty                                                               | 9 de junho de 2015 2 de dezembro de 2016      | 2.13                   |
| As meninas podem ter saído da casa de bonecas, mas o que aconteceu com elas durante seu tempo de sequestro tem efeitos duradouros. Com os entes queridos preocupados vigiando-as, as garotas estão em casa e tentando se recuperar, mas não com muito sucesso. Mesmo com o suspeito atormentador Andrew sob custódia, Aria, Emily, Hanna e Spencer temem que elas estão longe de ficarem seguras. Enquanto isso, Alison tem que lidar com suas imprudências do passado e sua notoriedade em torno de Rosewood. |     |                                                             |                     |                                                                                |                                               |                        |
| 123 | 3   | "Songs of Experience" "Canções da Experiência"              | Norman Buckley      | Joseph Dougherty                                                               | 16 de junho de 2015 2 de dezembro de 2016     | 1.74                   |
| A vida das meninas foram viradas de cabeça para baixo por causa de seu sequestro e cada uma delas está à procura de respostas para dar sentido a sua agonia. Aria se concentra em Andrew, tentando descobrir quem esse garoto é realmente enquanto Emily tenta se conectar com uma nova amiga. No jeito Spencer de ser, ela está em uma missão para obter respostas sobre Charles de Ali e Jason. Hanna quer reunir as quatro amigas novamente para que elas possam seguir em frente após o que aconteceu na casa de bonecas. Enquanto isso, Alison não é mais a menina má que era antes, e um novo amigo tenta ajudá-la a encontrar a coragem de começar de novo e encontrar a "nova" Alison. |     |                                                             |                     |                                                                                |                                               |                        |
| 124 | 4   | "Don't Look Now" "Não Olhe Agora"                           | Arlene Sanford      | Jonell Lennon                                                                  | 23 de junho de 2015 2 de dezembro de 2016     | 1.84                   |
| Depois de mentir para Alison e Jason sobre Charles, Kenneth esclarece a conexão da família com o garoto. Enquanto ele não dá muitos detalhes sobre o passado de Charles, ele diz o suficiente para dar as garotas uma pista de onde procurar as peças que faltam – Sanatório Radley. Com Radley agora fechado e os arquivos enviados para serem picados, as meninas devem agir rápido antes que todos os vestígios do passado de Charles desapareçam. Enquanto isso, a natureza protetora de Caleb começa a irritar Hanna e Spencer procura uma solução para seus problemas com o sono. |     |                                                             |                     |                                                                                |                                               |                        |
| 125 | 5   | "She's No Angel" "Ela Não é Nenhum Anjo"                    | Michael Grossman    | Oliver Goldstick & Maya Goldsmith                                              | 30 de junho de 2015 2 de dezembro de 2016     | 1.80                   |
| Mona retorna à Rosewood em um estado muito frágil como ela deve responder à polícia por fingir a sua morte. As coisas só pioram quando ela é confrontada por Lesli sobre seu envolvimento inadvertido na trama de Mona. Hanna fica determinada a ajudar Mona, não apenas para tranquilizá-la que ela está a salvo de Alison, mas também para tentar reparar a amizade de Mona com Lesli. Emily tenta ajudar Sara com sua vida em casa conturbada, incentivando-a a explorar a possibilidade de emancipação. Spencer, por outro lado, encontra ajuda de alguém de seu passado. Enquanto isso, Alison se aproxima de Lorenzo como ela procura um apoio de alguém de fora de sua família. |     |                                                             |                     |                                                                                |                                               |                        |
| 126 | 6   | "No Stone Unturned" "Procura em Toda Parte"                 | Chad Lowe           | Oliver Goldstick & Maya Goldsmith                                              | 14 de julho de 2015 2 de dezembro de 2016     | 1.70                   |
| Com todos os sinais apontando para Lesli como a atormentadora no capuz, as garotas estão em uma missão para obter provas concretas antes de levar suas descobertas à polícia. Mas, como as meninas melhoram sua investigação, as ameaças de "A" se intensificam. Enquanto isso, uma amiga de Emily lhe oferece uma oferta surpreendente, e Spencer é pressionada por sua família para tomar uma decisão importante. |     |                                                             |                     |                                                                                |                                               |                        |
| 127 | 7   | "O Brother, Where Art Thou" "E Aí, Meu Irmão, Cadê Você?"   | Bethany Rooney      | Lijah J. Barasz                                                                | 21 de julho de 2015 2 de dezembro de 2016     | 1.77                   |
| Há uma mistura de emoções na família DiLaurentis quando Charles declara que ele está voltando para casa para o seu aniversário. Sr. DiLaurentis quer sair rapidamente da cidade para esconder Ali e Jason de seu irmão, enquanto Jason vê isso como uma oportunidade para finalmente validar todas as memórias de infância que ele tem de "Charlie". As meninas estão divididas com Spencer e Hanna vendo esta como a melhor chance que elas têm de capturar Charles, enquanto Emily e Aria querem ficar o mais longe possível dele. Enquanto isso, Mona está ignorando Mike e Hanna recebe uma surpresa indesejável. |     |                                                             |                     |                                                                                |                                               |                        |
| 128 | 8   | "FrAmed" "Enquadrado"                                       | Larry Reibman       | Bryan M. Holdman                                                               | 28 de julho de 2015 2 de dezembro de 2016     | 1.58                   |
| Depois de seu último encontro com Charles, as tensões estão em um ponto mais alto com as meninas e a cidade de Rosewood. O grande momento de Aria de ver seu trabalho exibido em uma galeria de arte corre perigo como Ella está determinada a mantê-la segura em casa. Hanna ainda se sente desconfortável com o dinheiro inesperado para bolsa de estudos e está determinada a dar-lhe de volta, mesmo que isso signifique arruinar suas chances de ir à escola de sua escolha. E como se não bastasse, a cerimônia de passagem normal do ensino médio que as meninas estão ansiosas para está em risco como a Rosewood High está considerando não deixar as meninas participar do baile por questões de segurança. Enquanto isso, quanto mais Alison aprende sobre seu irmão, o mais difícil ela acha conectar um assassino perturbado ao jovem menino de cabelo louro que ela vê nas fotos e em suas lembranças. |     |                                                             |                     |                                                                                |                                               |                        |
| 129 | 9   | "Last Dance" "A Última Dança"                               | Janice Cooke        | Oliver Goldstick & Francesca Rollins                                           | 4 de agosto de 2015 2 de dezembro de 2016     | 2.03                   |
| É hora do baile em Rosewood High, com exceção de Alison, Aria, Emily, Hanna e Spencer que foram proibidas devido a preocupações de "segurança". Como as meninas vêem isso como o humilhante golpe final para suas carreiras de ensino médio, as mães das meninas tentam fazer o melhor de uma situação ruim, oferecendo um baile em casa no celeiro de Spencer. A princípio relutantes, as meninas concordam e tentam fazer o melhor de uma situação ruim. Mas como nunca perde formalidades, Charles tem outros planos guardados para fazer desta uma noite que nunca esquecerão. Enquanto isso, Veronica, Pam, Ashley e Ella usam a noite do baile para tocar na base de tudo o que aconteceu às suas filhas. |     |                                                             |                     |                                                                                |                                               |                        |
| 130 | 10  | "Game Over, Charles" "O Jogo Acabou, Charles"               | I. Marlene King     | I. Marlene King                                                                | 11 de agosto de 2015 2 de dezembro de 2016    | 3.09                   |
| Quem matou a mãe de Toby? Quem acertou Alison na cabeça com a pedra na noite em que desapareceu? Quem é Casaco Vermelho? Quem matou Bethany? Quem é a Viúva Negra? Por que "A" vem atormentando as meninas todo esse tempo? Depois de anos de tortura, Alison, Aria, Emily, Hanna e Spencer finalmente ficam cara-a-cara com o seu atormentador e descobrem a história de como e por que Charles tornou-se "A". |     |                                                             |                     |                                                                                |                                               |                        |
| 131 | 11  | "Of Late I Think of Rosewood" "Tenho Pensado em Rosewood"   | Ron Lagomarsino     | Joseph Dougherty                                                               | 12 de janeiro de 2016 2 de dezembro de 2016   | 2.25                   |
| Agora, cinco anos depois, cada um das meninas têm prosseguido com seus próprios caminhos e começaram a se ajustar a uma vida sem "A", quando algo acontece em Rosewood que as obriga a voltar para onde tudo começou. Divididas entre seus velhos hábitos e as suas novas vidas, os eventos em Rosewood obrigam as garotas à unir forças, mais uma vez, como as relações são postas à prova e segredos são revelados. Tendo amadurecido ao longo dos últimos anos, estas não são as mesmas meninas que saíram de Rosewood. |     |                                                             |                     |                                                                                |                                               |                        |
| 132 | 12  | "Charlotte's Web" "A Teia de Charlotte"                     | Joanna Kerns        | Jonell Lennon & Lijah J. Barasz                                                | 19 de janeiro de 2016 2 de dezembro de 2016   | 1.66                   |
| Conforme as meninas são forçadas a ficar em Rosewood, perguntas sobre o novo mistério surgem. Uma Aria inquieta começa a levantar suspeitas quando ela volta para Boston um pouco rápido demais. Como Spencer, Emily e Hanna se vêem de volta em território familiar, elas não estão contentes em resolver esse quebra-cabeça "da maneira antiga." Enquanto isso, Emily continua a mentir sobre sua vida na Califórnia e Alison fica de olho em suas amigas. |     |                                                             |                     |                                                                                |                                               |                        |
| 133 | 13  | "The Gloves Are On" "Descobertas Reveladoras"               | Kimberly McCullough | Maya Goldsmith                                                                 | 26 de janeiro de 2016 2 de dezembro de 2016   | 1.65                   |
| Aria, Emily, Hanna e Spencer se vêem de volta em território familiar com a polícia de Rosewood batendo em suas portas à procura de respostas e suas ações, que agora afetam os entes queridos em torno delas. Com o trabalho de sua mãe em risco, Hanna tenta chegar a um álibi que poderia salvar todas as quatro com a ajuda de seu velho amigo de escola, Lucas. Enquanto isso, Emily conta a verdade sobre seus últimos cinco anos, e Aria se esforça para manter o segundo livro de Ezra relevante para sua chefe. |     |                                                             |                     |                                                                                |                                               |                        |
| 134 | 14  | "New Guys, New Lies" "Novos Caras, Novas Mentiras"          | Zetna Fuentes       | Kyle Bown & Kateland Brown                                                     | 2 de fevereiro de 2016 2 de dezembro de 2016  | 1.39                   |
| Com a polícia de Rosewood atrás de Hanna pela filmagem de segurança do Radley, ela escolhe por confessar a verdade para suas amigas, esperando conseguir ajuda. Aria continua procurando por respostas, com ajuda de Emily, ou Ezra será tão culpado quanto parece. Spencer trabalha com Caleb para rastrear a nova ameaça. Enquanto isso, o clima fica estranho quando aparecem novos interesses amorosos e os antigos ressurgem. |     |                                                             |                     |                                                                                |                                               |                        |
| 135 | 15  | "Do Not Disturb" "Não Perturbe"                             | Melanie Mayron      | Bryan M. Holdman                                                               | 9 de fevereiro de 2016 2 de dezembro de 2016  | 1.22                   |
| A fim de provar que Sara Harvey está por trás das ameaças, a Equipe Sparia se reúne para encontrar evidências do envolvimento de Sara antes de irem para a polícia. Caleb cria um plano junto a Hanna para lutar contra o novo perseguidor usando as fitas dos vídeos de segurança. Enquanto isso, Aria recebe notícias inesperadas de sua família, e Ali conforta Emily em seu momento de necessidade. |     |                                                             |                     |                                                                                |                                               |                        |
| 136 | 16  | "Where Somebody Waits For Me" "Onde Alguém Espera Por Mim"  | Joseph Dougherty    | Joseph Dougherty                                                               | 16 de fevereiro de 2016 2 de dezembro de 2016 | 1.36                   |
| Enquanto novas descobertas são feitas na investigação do assassinato de Charlotte, a verdade sobre as vidas pessoais das garotas começa a surgir. Spencer está preocupada em saber que sua mãe está mantendo um segredo. Aria confessa a Liam quão profundamente ela está envolvida com o livro de Ezra. Ali admite que ela e Elliott são mais que amigos. Mona revela onde suas verdadeiras lealdades se encontram. Caleb, Spencer e Hanna lidam com as complicações de novos relacionamentos. Enquanto isso, Emily e Hanna recebem ameaças chocantes que elevam a gravidade da situação. |     |                                                             |                     |                                                                                |                                               |                        |
| 137 | 17  | "We've All Got Baggage" "Todos Temos Um Passado"            | Paula Hunziker      | Oliver Goldstick                                                               | 23 de fevereiro de 2016 2 de dezembro de 2016 | 1.27                   |
| Como os relacionamentos românticos seguem em frente, as garotas investigam um novo suspeito no caso de assassinato. Com Ezra de volta à Rosewood, Aria deve dizer a ele a verdade sobre sua participação em seu livro. Spencer e Caleb lidam com um vazamento na mídia que afeta a campanha. Hanna dá uma olhada em sua vida após um incidente no trabalho. Emily é assediada pelo perseguidor, enquanto ela continua a busca por Sara. Enquanto isso, dois amantes finalmente juntam os trapos com a ajuda de uma celebrante especial. |     |                                                             |                     |                                                                                |                                               |                        |
| 138 | 18  | "Burn This" "Queime Isso"                                   | Arthur Anderson     | Maya Goldsmith                                                                 | 1 de março de 2016 2 de dezembro de 2016      | 1.15                   |
| Depois do perseguidor quase matar Emily, as garotas começam a levar as ameaças mais a sério e tentam ficar de boca fechada para evitar qualquer dano colateral. Caleb tem que lidar com os danos colaterais de assumir a culpa por vazamento sobre Yvonne; Spencer tenta confortá-lo e fazer com que ele diga a verdade. Emily sai em uma missão para rastrear quem veio atrás dela. Aria e Ezra avançam com o livro. Enquanto isso, Hanna evita lidar com sua vida pessoal. |     |                                                             |                     |                                                                                |                                               |                        |
| 139 | 19  | "Did You Miss Me?" "Sentiu Minha Falta?"                    | Roger Kumble        | Joseph Dougherty                                                               | 8 de março de 2016 2 de dezembro de 2016      | 1.26                   |
| Depois de Alison ser confrontada com um perigo misterioso e repentino, as garotas decidem fazer justiça com as próprias mãos para um contra-ataque. Hanna e Caleb trabalham juntos para desenvolver um plano para ficar cara-a-cara com o atormentador. Emily e Spencer se unem para investigar se Mona teve qualquer envolvimento com o assassinato. Aria e Ezra continuam trabalhando no livro ainda que seja mais difícil do que pensavam. Enquanto isso, Alison recebe uma visita inesperada. |     |                                                             |                     |                                                                                |                                               |                        |
| 140 | 20  | "Hush... Hush, Sweet Liars" "Rápido... Queridas Mentirosas" | Ron Lagomarsino     | I. Marlene King                                                                | 15 de março de 2016 2 de dezembro de 2016     | 1.19                   |
| Com o perseguidor ameaçando matar todas elas, se não divulgarem o assassino de Charlotte por volta da eleição, as garotas e companhia, em seus limites, devem corajosamente contra-atacar. Como Spencer e Toby trabalham juntos para pegar Sara Harvey, Yvonne se pergunta onde se encontram os verdadeiros sentimentos de Toby. Ezra termina o último capítulo de seu livro, finalmente pronto para dizer adeus a Nicole; Aria consola ele durante este período emocional e sentimentos antigos nadam para a superfície. Enquanto Caleb trabalha intensamente em seu plano para proteger Hanna, eles refletem sobre o que poderia ter sido. Enquanto isso, Alison experiencia visões estranhas e começa a questionar sua sanidade; Emily fica de olho nela para se certificar que ela está bem. |     |                                                             |                     |                                                                                |                                               |                        |

## Especiais
| No. | Título            | Narrador                                          | Exibido entre                                      | Exibição (US — BR)     | Audência (em milhões) |
| --- | ----------------- | ------------------------------------------------- | -------------------------------------------------- | ---------------------- | --------------------- |
| 1 | "5 Years Forward" | I. Marlene King e o Elenco de Pretty Little Liars | "Game Over, Charles" "Of Late I Think of Rosewood" | 24 de Novembro de 2015 | 0.77                  |
| Para dar aos espectadores uma amostra do que está por vir, o episódio especial revela o que as mentirosas têm feito dentro e fora do Rosewood ao longo dos últimos cinco anos. |                   |                                                   |                                                    |                        |                       |